# Sierra de Gaztiburu
La sierra de Gaztiburu es una elevación del norte de la península ibérica. Se encuentra en el municipio de Navárniz, en la provincia de Vizcaya.

## Historia
La sierra se encuentra en el municipio de Navárniz, en la provincia de Vizcaya. Aparece descrita en el octavo volumen del Diccionario geográfico-estadístico-histórico de España y sus posesiones de Ultramar de Pascual Madoz con las siguientes palabras:

GAZTIBURU: monte en la prov. de Vizcaya, part. jud. de Marquina, térm. de Navarniz: ha adquirido gran celebridad, porque el año 1814, al tiempo de quererse labrar algunas tierras, se hallaron con suma sorpresa, al practicarse las primeras cavas, muchas lanzas y espadas enmohecidas y rotas, cascos y otros objetos que desde tiempo inmemorial estaban alli sepultados como restos de un gran campamento militar, cuyo plano se levantó ya en 1827: posteriormente el celoso cura de Navarniz, D. Joaquin Antonio de Ugarriza, ha tomado con empeño el ver si pueden encontrarse mas vestigios, como lo ha conseguido de algunas cadenas rotas, una efigie ó banderin romano en bronce, y varias piedras para moler trigo á mano. La elevacion del campamento es tal, que por O. se distingue el mar desde la entrada y ria de Mundaca hastas las costas de Santander; por S. las peñas de Amboto y Orduña y los montes de Alava, y por N. toda la cordillera hasta el Océano. La cresta del monte ó el terr. del campamento tiene 1,350 pies de long. poblados de árboles, y á continuacion hay 600 de tierra labrada: quedn restos paredes que debieron ser torre ó reducto; existe un espacioso y recto camino de 1,250 pies de largo y 50 de ancho: en la parte esterior hay señales de alguna elevacion, que indica haber sido parapeto: tambien se observan vestigios de un arco, cuya cuerda tiene 200 pies y su sagita 50; é inmediato á este se encuentra un pozo ó charco abandonado y reliquias de otros caminos. de los que uno seria indudablemente cubierto. Historia. Sobre el orígen del campamento no hay noticia alguna positiva; créese, sin embargo, con bastante fundamento que Agripa á su regreso de Aquitania se colocó con sus huestes en estas alturas, á fin de operar en combinacion con el ejército de Augusto, de cuyo proyecto desistió reembarcándose de nuevo, sin internarse mas en el pais, ora por no haberse realizado la especion de Augusto, ora porque le hostigaron mucho los cántabros.
(Madoz, 1847, p. 341)